# 波音720
波音720是波音公司所開發的一款四引擎窄體客機，衍生自波音707，於1959年11月23日首飛，1960年7月5日投入服務。中華民國的行政專機第三代中美號即為此型客機。

## 發展
1957年7月，波音宣佈將會在707-120的基礎上開發新的707型號 ，新型號飛機所需的跑道長度較短。波音720最初的設計編號為707-020，當時聯合航空對波音707-020產生極大興趣，但聯航之前已經選用道格拉斯DC-8而捨棄波音707，為免因重新選用波音707而帶來負面形象，波音公司因此對飛機更名為波音720。波音公司在720的機翼上作出了改動，加裝了翼套，減低機翼的展弦比，巡航速度提升0.02馬赫，內側前缘缝翼移到外翼，並裝上克鲁格襟翼。發動機方面，波音720採用推力達12,500磅的普惠JT3C-7。機身方面，波音720減少了五片機架，使長度比707短2.54米，最大載客量為149人。此外最大起飛重量亦降低了。在發展過程中，波音曾把此計劃稱為717-020，與軍用的KC-135同一編號，但MD-95最終才採用波音717名字。
由於波音720與707的結構十分相似，因此無須生產原型機，相異的系統都在波音367-80測試。首飛於1959年11月23日進行，1960年6月30日取得適航認證，1960年7月5日交付給聯合航空。美國航空的720亦在同年7月31日投入服務。波音720共生產65架。
波音720B是波音720的子型號，採用JT3D發動機，推力達17,000磅，且耗油量較低；最大起飛重量增加至234,000磅。首飛於1960年10月6日進行，1961年3月交付給美國航空。波音720B共生產了89架，另外10架由720改裝。整個波音720計劃雖然只生產了154架，但研發成本低廉使它成為成功的機型。
波音720最後一次飛行是在2010年9月29日，由加拿大普惠公司負責，之後普惠公司以波音747SP取代此飛機作新發動機測試平台。

## 性能
|              | B720                         |
| ------------ | ---------------------------- |
| 機員         | 3                            |
| 載客量       | 149                          |
| 長度         | 136尺2寸（41.25米）          |
| 翼展         | 130尺10寸（39.9米）          |
| 翼面積       | 2521平方尺（234.2平方米）    |
| 高度         | 41尺7寸（12.66米）           |
| 空機重量     | 103,145磅（46,785公斤）      |
| 最大起飛重量 | 222,000磅 （100,800公斤）    |
| 發動機       | 普惠JT-3C-7x4 （12,500磅力） |
| 巡航速度     | 540海里/時 （1000公里/時）   |
| 航程         | 3,800海里 7,040公里）        |

來源：Boeing 

## 相關機型

### 波音产品线
- B707 - B717 - B720 - B727 - B737 - B747 - B757 - B767 - B777 - B787